# Nick Vallelonga
Nick Vallelonga est un acteur, scénariste, producteur et réalisateur américain né le 13 septembre 1959 à New York. Il est le fils de Tony Vallelonga.

## Filmographie

### Acteur

#### Cinéma
- 1972 : Le Parrain : l'invité au mariage
- 1983 : Hold-up en jupons (Easy Money) : l'invité au mariage qui chante
- 1984 : Splash : le nouveau photographe
- 1984 : Le Pape de Greenwich Village : le joueur de Stickball
- 1984 : Le Kid de la plage : le mec qui embrasse la fille
- 1985 : Turk 182 : le garde du corps du maire
- 1985 : L'Honneur des Prizzi : le pyromane
- 1989 : Family Business : le garde qui fait une arrestation
- 1990 : Les Affranchis : le compagnon de cellule de Henry
- 1993 : Deadfall : Patsy
- 1993 : Psycho Cop Returns : Mike
- 1993 : Gunfight at Red Dog Corral : Bobo le clown
- 1994 : A Brillant Disguise : Brian
- 1995 : In the Kingdom of the Blind, the Man with One Eye Is King : Al
- 1997 : Charmante Promotion : Frankie
- 1999 : Better Never Than Late : le propriétaire du bar
- 2000 : Coyote Girls : le policier
- 2004 : Les Ex de mon mec : le mec costaud au bar
- 2005 : Choker : Frank Russo
- 2006 : All In : Tony
- 2006 : Two Tickets to Paradise : Bar manager
- 2007 : Machine : Santo
- 2007 : The Prince and the Pauper: The Movie : le directeur
- 2012 : FDR: American Badass! : le vendeur de hot dog
- 2018 : Alice in Chains: The One You Know : le propriétaire de l'animalerie
- 2018 : Green Book : Sur les routes du Sud : Augie
- 2019 : The Poison Rose : Nick le garde du corps géant
- 2019 : Black Antenna : le propriétaire de l'animalerie
- 2020 : Arnaque à Hollywood (The Comeback Trail) de George Gallo : Mob boss
- 2021 : The Birthday Cake : L'oncle Tiny Tony
- 2021 : Vanquish de George Gallo : Stevens
- 2021 : Many Saints of Newark - Une histoire des Soprano (The Many Saints of Newark) d'Alan Taylor : Carmine Cotuso
- 2022 : Monstrous de Chris Sivertson :

#### Télévision
- 1984 : A Good Sport : le journaliste dans le bar
- 1985 : Izzy et Moe : le garde du corps néerlandais
- 1991 : Under Cover (en) : l'assassin russe (1 épisode)
- 1997 : Chicago Hope : La Vie à tout prix : Michael (1 épisode)
- 1997 : Les Charmes de la vengeance : le portier
- 1999 : Port Charles : Jimmy Black (1 épisode)
- 1999 : Snoops : le conducteur (1 épisode)
- 1999 : Ryan Caulfield : Leo Palermo (2 épisodes)
- 2000 : Les Médiums : M. Liddon (1 épisode)
- 2000 : Beyond Belief: Fact or Fiction (1 épisode)
- 2000 : Rhapsody : Mark
- 2001 : Ultimate Revenge : Mobster (1 épisode)
- 2003 : Urgences : Kohler (1 épisode)
- 2012 : Jersey Shore Shark Attack : Vinny
- 2013 : New Girl (1 épisode)
- 2013 : See Dad Run : Mario (1 épisode)
- 2013 : Summoned : Carl
- 2014 : Rake : le boss de Pit (1 épisode)
- 2015 : Aquarius : Len Burns (1 épisode)
- 2017 : Opération destruction (Doomsday Device) : Rossetti
- 2017 : Jaded : M. Smith

### Réalisateur
- 1994 : A Brillant Disguise
- 1995 : In the Kingdom of the Blind, the Man with One Eye Is King
- 1997 : Charmante Promotion
- 2005 : Choker
- 2006 : All In
- 2008 : Stiletto (en)
- 2011 : Yellow Rock
- 2018 : Unorganized Crime
- 2019 : That's Amore!
- 2019 : Brute Force
- 2024 : That's Amore!

### Scénariste
- 1993 : Deadfall
- 1994 : A Brillant Disguise
- 1995 : In the Kingdom of the Blind, the Man with One Eye Is King
- 1997 : Charmante Promotion
- 2005 : Choker
- 2018 : Green Book : Sur les routes du Sud
- 2019 : That's Amore!
- 2019 : 10 Double Zero
- 2019 : Brute Force

### Producteur
- 1995 : In the Kingdom of the Blind, the Man with One Eye Is King
- 2005 : Choker
- 2006 : All In
- 2007 : Machine
- 2007 : The Prince and the Pauper: The Movie
- 2008 : Stiletto (en)
- 2011 : Jerseyboy Hero
- 2011 : Yellow Rock
- 2015 : Chocolate City (en)
- 2016 : Vigilante Chronicles
- 2016 : The Revenge
- 2017 : Opération destruction (Doomsday Device) : Rossetti
- 2017 : Jaded
- 2018 : Unorganized Crime
- 2018 : Green Book : Sur les routes du Sud
- 2018 : Blood, Sweat and Terrors
- 2019 : That's Amore!
- 2019 : Black Antenna
- 2019 : Brute Force
- 2019 : 10 Double Zero

## Distinction
- Oscars 2019 : Oscar du meilleur scénario original pour Green Book : Sur les routes du sud